# 현무-2
현무-2(玄武-2)은 미국, 러시아에서는 전술 미사일로 분류한다. 미국의 나이키 허큘리스 미사일와 같은 현무-1과는 전혀 다른 미사일로 밝혀졌다. 러시아의 이스칸데르 미사일과 동일한 외형이다.

## 역사
현무2 미사일은 최초에 사거리가 300 km라고 하였으나, 미국은 550 km라고 보았다.
1990년대 중반 러시아에서 획득한 SS-21 지대지 미사일의 기술 정보가 현무-2 설계에 상당한 영향을 주었다.

## 한미 미사일 지침
2001년 한미 미사일 지침 1차 개정, 2012년에 2차 개정되었으며, 2017년에 3차 개정되었다. 2021년 폐지 되었다.
- 초기 규정: 사거리 300 km, 탄두중량 500 kg,
- 제1차 개정 이후: 사거리 300km, 탄두중량 1t
- 제2차 개정 이후: 사거리 500 km, 탄두중량 500 kg (사거리 300 km, 탄두중량 2t)
- 제2차 개정 이후 : 사거리 800 km, 탄두중량 500 kg (사거리 550 km, 탄두중량 1t)
- 제3차 개정 이후 현재 : 사거리 800 km, 탄두중량 무제한 (모든 미사일 탄두중량 무제한)
- 한미 미사일 지침 해제로 사거리 및 중량제한 없음

## 무게
현무2의 무게는 7.3톤으로 보도되고 있는데, 보통 탄두중량 500 kg에 사거리 300 km 정도의 고체로켓은 4톤 정도밖에 나가지 않는다. SS-23은 탄두중량 450 kg, 사거리 450 km인데 무게 4,360 kg이다. 고체로켓은 아니지만 북한의 스커드-D 미사일(화성 7호)은 탄두중량 985 kg, 사거리 300 km 또는 탄두중량 500 kg, 사거리 800 km인데 무게는 6.4톤밖에 되지 않는다.
2012년 한미 미사일 지침을 개정하여, 북한의 스커드-D 미사일(화성 7호)과 동일한 탄두중량 500 kg, 사거리 800 km으로 한국의 탄도 미사일의 사거리를 연장하는데 합의했다. 화성 7호는 액체연료 단거리 탄도 미사일이지만, 한국은 단거리 탄도 미사일에 액체연료를 사용하지는 않는다.
2017년 한미 미사일 지침을 개정하여, 사거리는 기존과 마찬가지인 800 km로 유지하고 기존에 존재했던 모든 미사일의 탄두중량 제한을 없애기로 합의했다.
2021년 한미 미사일 지침이 최종적으로 폐지되었다. 

## 사거리
2013년 군사 퍼레이드 당시 공개된 제원으로는 탄두중량 500 kg, 사거리 300 km, 무게 7.3톤으로 나온다. 2016년 현재 500 km, 800 km 사거리 버전이 2개 추가되었으므로, 무게가 더 증가되었을 것으로 추정된다.
현무 2미사일의 정확한 제원은 알 수 없으며 과거 12m가 넘고 7톤이 넘는 것으로 잘못 보도된 적이 있는데, 현무 1 미사일의 제원과 정확히 동일하게 보도되어 신뢰성이 매우 의심된다. 현무 2 미사일 캐니스터를 운반하는 TEL차량의 축간 거리를 보면 절대 10m를 넘지 않는 것을 알 수 있으며 이스라엘의 로라 미사일과 러시아의 이스칸다르 탄도 미사일의 길이 역시 7m 안팎이다.
| 비교     | 현무-2A        | 현무-2B         | 현무-2C         | 현무-4              | 퍼싱-1                             | 퍼싱-2                   |
| 길이     | 6 m            | 6 m             | 9-10 m(추정)    | -                   | 10.5 m                             | 10.6 m                   |
| 직경     | 0.9 m          | 0.9 m           | 0.9-1.X m(추정) | -                   | 1 m                                | 1 m                      |
| 무게     | 7.3 톤         | -               | -               | -                   | 4.66 톤                            | 7.462 톤                 |
| 엔진     | 1단 고체연료   | 1단 고체연료    | 2단 고체연료    | 2단 고체연료        | 2단 고체연료                       | 2단 고체연료             |
| 탄두     | 500 kg, 재래식 | 1000 kg, 재래식 | 500 kg, 재래식  | 500-4000 kg, 재래식 | 190 kg, 60, 200, 400 kt W50 핵탄두 | 400 kg, 80 kt W85 핵탄두 |
| 사거리   | 300 km         | 500 km          | 800-2,500 km    | 500-3,000 km        | 740 km                             | 2500 km                  |
| 속도     | 마하 5         | 마하 5          | 마하 10         | 마하 10             | 마하 8                             | 마하 8                   |
| CEP      | 5 m            | 5 m             | 5 m             | 5 m                 | 30 m                               | 30 m                     |
| 발사차량 | 8 X 8 TEL      | 8 X 8 TEL       | 10 X 10 TEL     | 10 X 10 TEL         | 10 X 10 TEL                        | 10 X 10 TEL              |
| 실전배치 | 2006년         | 2009년          | 2017년          | 2019년              | 1962년                             | 1983년                   |

## 정확도
현무2의 CEP는 5 m이다. CEP는 전자광학 카메라로 지형대조를 한다.
미사일은 초기유도 중간유도 종말유도의 3단계 유도를 하는데, 종말유도 시스템 중에서 TERCOM(지형대조)은 CEP 5m, DSMAC(영상대조)는 CEP 3m의 정확도를 갖는다.
SS-12, SS-23은 DSMAC의 액티브 레이다 유도 버전(digital correlator unit, DCU)을 사용한다. 정찰위성, 정찰기가 촬영한 레이다 지형 지도를, 미사일에 장착된 액티브 레이다가 촬영한 지형 지도와 비교해서 종말유도를 한다.
2015년 한국은 사거리 500 km, 탄두중량 1톤의 현무-2B를 시험발사했다. 1톤의 재래식 탄두로 90년대 핵탄두의 파괴효과를 충분히 낼 수 있다.

## 현무-2C
2015년 6월 3일, 국방부 산하 국방과학연구소(ADD)는 안흥종합시험장에서 현무-2C 탄도 미사일 시험발사에 성공했다.
사거리 800-2,500 km의 탄도미사일 현무-2C는 2016년까지 개발을 완료하고, 2017년 실전배치되었다.

### 사거리
1999년 4월 한국은 사거리 500 km 현무를 시험발사했다. 연료를 적게 넣었거나 목표지점을 짧게 설정해서 겨우 48 km만 날아갔다. 당시 한미 미사일 지침은 사거리 180 km였다. 1999년 7월 김대중 대통령은 빌 클린턴 대통령에게 한미 미사일 지침 1차 개정으로 사거리 500 km를 요구했다. 즉, 한국은 사거리를 먼저 달성하고 나서, 지침 개정을 요구했다. 미국은 한미 미사일 지침 1차 개정으로 300 km에 동의했다.
2011년 한국은 사거리 1000 km, 탄두중량 1톤을 한미 미사일 지침 2차 개정으로 미국에 요구했다. 미국은 한미 미사일 지침 2차 개정으로 사거리 800 km, 탄두중량 500 kg에 동의했다. 1999년의 한국 외교 선례에 비추어 본다면, 한국은 이미 사거리 1000 km, 탄두중량 1톤을 개발완료하고 나서, 미국에 지침 개정을 요구했을 수도 있다.
1985년 5월 1일 실전배치된 프랑스 최초의 MIRV 탄도 미사일인 M4 미사일은 무게 175 kg, 150 kt 수소폭탄인 MIRV TN-71 핵탄두 6발(1,050 kg)을 탑재한다. 즉 탄두중량 1톤이면 수소폭탄 6발 정도를 탑재할 수 있다.
2017년 6월 23일, 30년만에 처음으로 대통령이 지켜보는 가운데, 사거리 800-2,500 km인 현무-2C 탄도 미사일을 시험발사했다.

## SLBM
KSS-III 잠수함 배치-1 3척의 VLS에 현무 계열 미사일 6발이 탑재될 계획이다. 배치-2 3척과 배치-3 3척에는 10발이 탑재될 것이다.

## 관련 뉴스
- 1997년 - 사거리 900 km인 과학로켓 2호를 발사했다.
- 1999년 6월 - 사거리 900 km인 과학로켓 2호를 발사했다.
- 1998년 8월 31일 - 북한이 대포동 1호를 발사해 한국 등에 대포동 쇼크가 발생했다.
- 1999년 4월 10일 - 대한민국 국방부는 황해 연안에서 자체 개발한 현무2 미사일을 시험 발사했다고 밝혔다. 국방부의 한 고위간부는 이날 『국방과학연구소가 발사한 미사일의 고도는 38km, 사거리는 40km』라고 밝혔다. 미사일 사거리 연장과 관련, 최근 정부는 미국에 대해 현행 180km인 사거리를 300km로 연장해줄 것을 요구했으나 미국측은 이를 거부했다. 한 국방부 관계자는 『미국은 이번에 발사한 미사일의 사거리를 296km로 판단, 한미연합사를 통해 문의해 왔다』고 말해 미국 측의 유감표명이 있었음을 시사했다.[6]
- 1999년 4월 - 미국 국방부 정보분석가는 대한민국 정부가 미국 쪽에 통보하지 않고 건설한 로켓 추진체 시험용 시설을 미국의 첩보위성이 지난해 찾아냈다고 밝힌 것으로 이 신문은 전했다. 이어 대한민국 군이 1999년 4월에 시험 발사한 현무2 미사일은 48km밖에 나가지 않았으나, 이는 미국과의 관계를 의식해 미사일 연료를 다 채우지 않았기 때문일 뿐 실제 사거리는 480km를 웃도는 것으로 미국 정부 관리들은 믿고 있다고 전했다.[7]
- 1999년 7월 2일 - 미국을 방문 중인 김대중 대통령이 빌 클린턴 미국 대통령에게 조선민주주의인민공화국의 미사일 위협에 대처하기 위해서는 대한민국도 사거리 500km의 현무2 미사일을 개발할 수 있어야 한다고 요구한 것은 여러 가지로 의미하는 바가 크다.[8]
- 2001년 - 한미 미사일 지침 1차 개정으로 사거리 300 km가 되었다.
- 2004년 10월 8일 - 대한민국 국군 관계자는 사거리 300km인 현무2 미사일이 전방 모 부대 등에 100여 기 이상 실전 배치된 상태라고 설명했다.[9]
- 2009년 말 - 사거리 500km인 현무2 미사일을 중부 미사일 기지와 동부 미사일 기지에 실전배치했다.[10] 미사일 지침 위반이지만, 미국이 묵인하지 않았는데 배치가 가능했을 리는 없다.
- 2012년 4월 19일 - 현무2 미사일을 최초로 공개했다.[11][12]
- 2012년 - 한미 미사일 지침 2차 개정으로 사거리 800km가 되었다.
- 2015년 6월 3일 - 사거리 500km, 탄두중량 1톤인 탄도미사일 첫 시험발사 (올해 말 실전 배치예정)[13]
- 2016년 1월 11일 - 사거리 800km, 탄두중량 500kg인 탄도미사일 (2016년 개발을 완료하고 2017년 실전배치한다는 계획)[14][15]
- 2017년 4월 6일 - 사거리 800km 현무-2C 시험발사 성공 (성능·정밀도 등 기준치 충족, 예정대로 올해 실전배치 계획 발표)[16][17]
- 2017년 6월 23일 - 현무2 탄도미사일 전력화전 6차례의 평가중 4번째 시험발사 문재인 대통령 참관[18]

## 같이 보기
- 현무 미사일
- 현무-3
- 대한민국의 탄도 미사일 개발
- 닉슨 독트린
- 흐림-2